# Lepthyphantes dolichoskeles
Lepthyphantes dolichoskeles là một loài nhện trong họ Linyphiidae.
Loài này thuộc chi Lepthyphantes. Lepthyphantes dolichoskeles được miêu tả năm 1990 bởi Scharff.